# 절연 구간

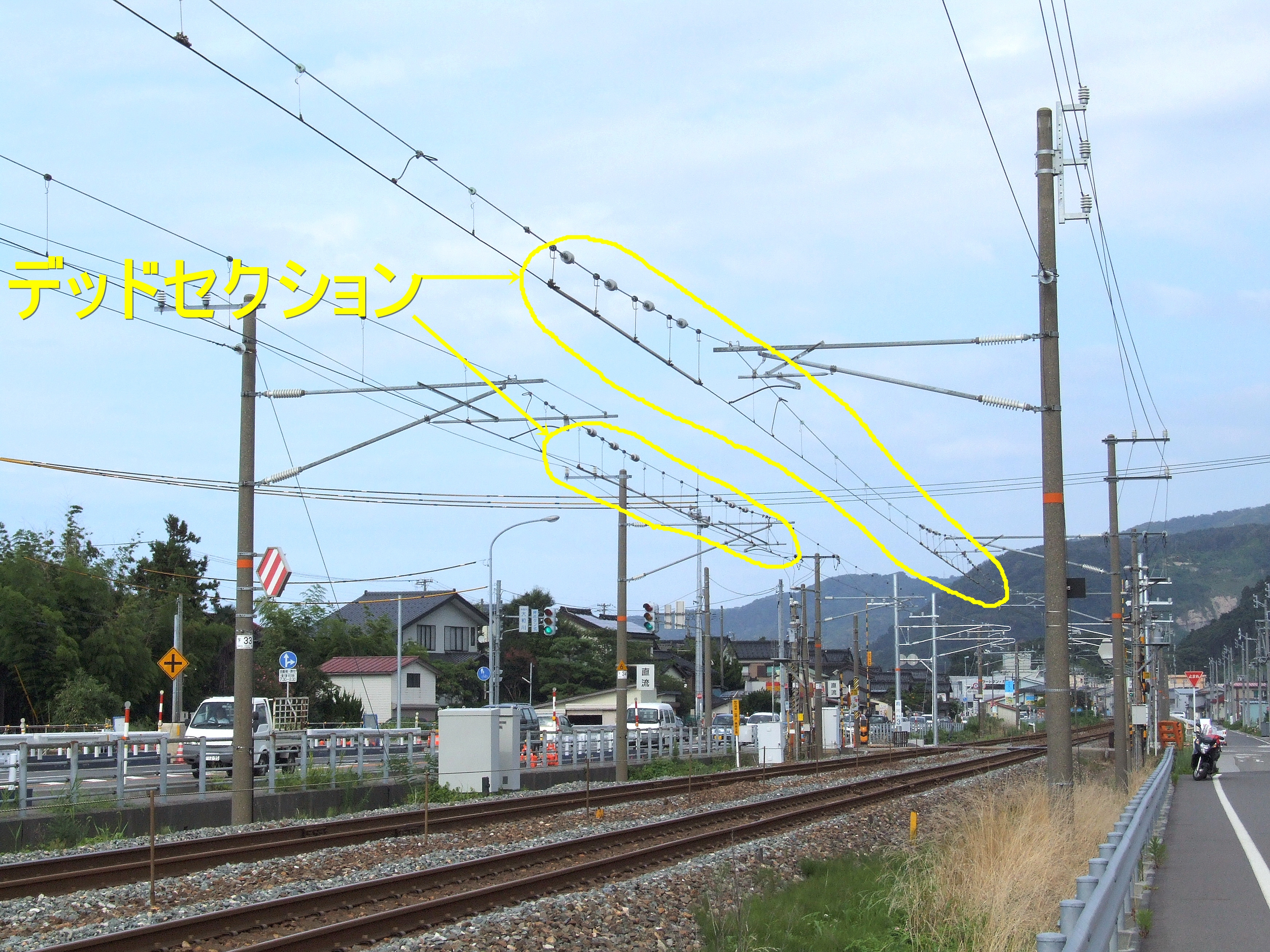
교류↔직류 절연구간

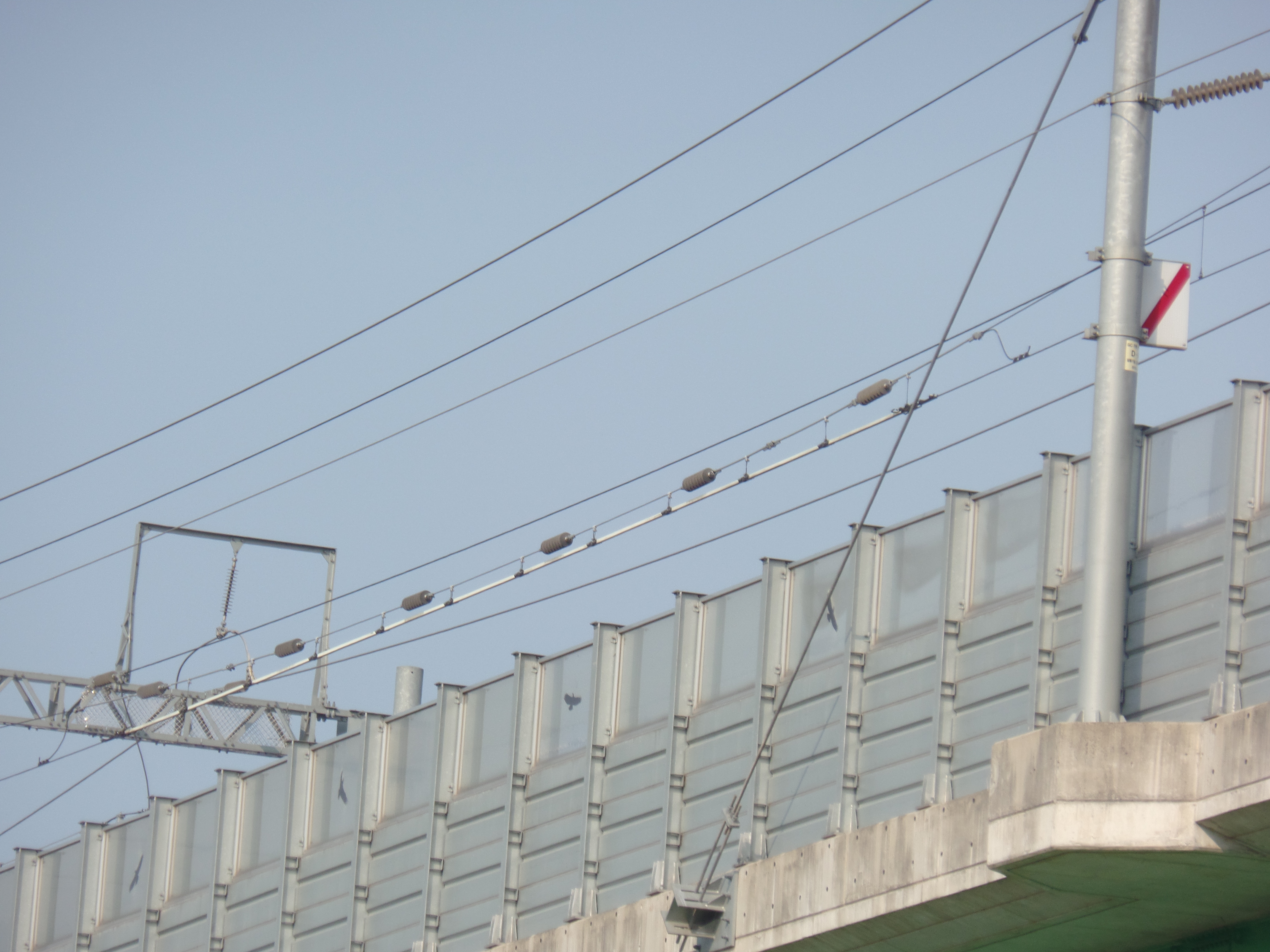
교류 ↔ 교류 절연 구간

절연구간(絕緣區間, 영어: neutral section, 데드 섹션)은  전력공급 방식이 달라 일시적으로 전력공급이 끊어지는 구간이다. 통상적인 상황에서 열차는 이 구간에 진입 전까지 계속 주행하고 있으므로 관성을 이용하여 통과할 수 있다. 과거에는 데드 섹션의 역어인 사구간(死區間)이라는 표현을 썼으나, 용어 순화 차원에서 절연구간으로 부른다. 서울에서는 대표적으로 남영역↔지하서울역, 지하청량리역↔회기역(경원선), 선바위역↔남태령역 구간(4호선)이 있고, 전력공급이 직류에서 교류(또는 그 반대)로 바뀌어 교직 66m, 교-교 22m (수도권) 50m (산업선)의 구간에서 공급되지 않는다.

## 개요
절연 구간은 전기 철도에서 발생하며, 그 발생의 사유는 다음과 같다.
1. 직류급전구간과 교류급전구간 사이 (교-직 절연구간)
2. 동일한 전원이라도 전압 차이가 발생하는 경우(직-직, 교-교 절연구간)
3. 교류 구간에서 교류의 위상차가 발생하는 경우, 대개 변전소가 달라지는 경우(교-교 절연구간)
4. 교류급전의 방식이 달라지는 경우로, 구체적으로 AT급전과 BT급전이 갈리는 경우
5. 교류 구간에서 해당 섹션의 급전 주파수가 달라지는 경우
6. 각 운영기관간 전력 구분을 위하여 분리하는 경우
7. 평면교차, 직류 제3궤조 구간에서의 건널목이나 분기기 등 해당 지역의 시설상의 이유로 설치하는 경우

이 중 한국에서는 교직절연구간과 교교절연구간, 그리고 마지막의 시설 조건에 의한 경우가 존재한다. 과거 산업선 구간에서 A 교교절연구간화되었다고 한다.
절연 구간의 경우 두 전력계통을 분리하되, 집전장치의 파손 또는 이탈을 막기 위하여 무가압가선이나 FRP 인슐레이터를 설치한다. 이 구간을 역행(力行, 모터를 가동하여 주행함)으로 진입할 경우 무가압 상태에서 갑자기 가압상태로 이전하게 되면서 아크가 발생하여 화재 및 집전장치의 파손 우려가 있으므로 타행(惰行, 자체 동력 없이 관성에 의해 주행함) 상태로 통과하여야 한다.
이런 이유로 절연구간이 있음을 미리 예고하여 타행하도록 하는 '절연구간예고표지'와 '타행표지'가 설치되어 있으며, 절연구간을 완전히 통과한 지점에 역행이 가능함을 알리는 '역행표지'가 설치되어 있다. 역행표지는 차종에 따라 가속 가능한 위치가 다르기 때문에 기관차와 전동차, 그리고 고속기관차용 표지가 따로 설치되며 특히 전동차 용의 경우 편성 길이에 따라서 별도의 표지가 설치된다. 현재는 열차종합제어관리장치 등에 이들 절연구간에 대한 정보가 수록되어 있어 해당 지점에 도착했을 경우 절연 구간 취급을 자동으로 하거나 이를 통보하여 주고 있다.
한편 절연구간 통과시 전력공급이 이루어지지 않으므로 객실등이나 공조장치 등이 잠시 정지된다. 이를 보완하기 위해서 차체에 축전지를 탑재하여 주요 장치의 전원을 유지하거나, 타행시 회생발전을 사용하여 전력을 공급하는 방식(8200호대의 경우 객차 전력 공급에 이 기능이 탑재)으로 이를 보완한다. 단, 교교절연구간의 경우에는 차량 주행 중에 절환이 이루어지도록 개량하여 서비스 전원의 차단 없이 절연 구간 취급이 이루어지기도 한다.
전기철도차량들이 절연구간 내에 정차할 경우 자력으로 나올 수 없기 때문에 구원기관차를 연결하여야 하며, 그에 따른 후속열차 등의 지장이 발생하기 때문에 기관사에게 각별한 주의를 요한다.

## 절연구간 통과시 취급 방법
절연구간은 열차가 동력 공급 없이 관성(타력)으로 주행 가능하도록 평탄지 또는 내리막, 직선 구간에 설치하는 것이 이상적이다. 부득이한 경우 곡선 반경은 800m 이상이어야 하고 오르막 5‰ 보다는 기울기가 완만해야 한다.

### 전기기관차
8200호대: 타행표지 통과시 '절연구간버튼'을 누른 후 타행하면 자동으로 MCB가 차단되며 미세하게 회생제동이 동작한다. 이때 발생한 전류로 객차에 전원을 공급하여 절연구간 통과시에도 객실등이나 기타 전기장치들이 끊이지 않고 동작할 수 있도록 한다. 전원을 공급하지 않는 경우에는 타행표지에서 MCB를 차단하고, 역행표지에서 MCB 투입 후 전도운전한다.

### 전기동차
절연구간예고표지부터 주간제어기 중립 위치, HLBCOS(회생제동차단 스위치) 개방 후 타행(惰行)한다. 역행표지를 지나기 전까지는 역행하여서는 안된다. 교-직 절연구간의 경우 타행표지에서 ADS(교직절환스위치)를 절환하면 자동으로 MCB가 차단되고, 절연구간 통과 후 자동으로 투입된다.

## 설치되어 있는 구간

### 대한민국
일반적으로 SS(전철변전소), SP(급전구분소)가 설치된 구간에 절연구간이 설정된다. 또, SSP(보조급전구분소)의 급전구분 기능을 활성화시키면 해당 구간 역시 절연구간이 된다.
- 수도권 전철 (직류 1,500V ↔ 교류 25,000V 60Hz)
  - 지하서울역 ↔ 남영역
  - 지하청량리역 ↔ 회기역
  - 남태령역 ↔ 선바위역: 이 구간은 꽈배기굴이라고도 불리며 진행방향도 바뀐다.
- 도시철도 연결선(전차선이 없는 구간)
  - 도봉산역 구내
  - 동암역 ↔ 간석오거리역
  - 부산진역 구내
  - 김포공항역 구내(서울 지하철 9호선 ↔️ 공항철도)
- 수도권 전철(교류-교류 절연구간)
  - 의정부역 ↔ 회룡역: 의정부SS
  - 구로역 ← 구일역 → 개봉역: 구로SS
  - 송내역 ↔ 부개역: 부개SP
  - 도화역 ↔ 제물포역: 주안SS
  - 구로역 ↔ 가산디지털단지역: 구로SS, 경인선 교차
  - 관악역 ↔ 안양역: 안양SP
  - 군포역 ↔ 금정역: 금정SS(의왕역 ↔ 군포역 구간의 의왕SS에서 이설)
  - 수원역 ↔ 세류역: 수원SP
  - 서정리역 ↔ 평택지제역: 평택SS, 상하1선을 운행하는 도시통근형 전기동차에 한해 팬터그래프 하강
  - 회기역 ↔ 중랑역: 회기SP, 경원선 교차
  - 구리역 ↔ 도농역: 구리SS
  - 신원역 ↔ 국수역: 국수SP
  - 수리산역 ↔ 대야미역: 금정SP
  - 모란역 ↔ 야탑역: 모란SS, 종단기울기 19‰로 설계기준(설치기준 10‰ 미만) 초과
  - 이촌역 ↔ 서빙고역: 이촌SS(용산역~이촌역 구간에서 이설)
  - 한국항공대역 ↔ 강매역: 고양SS
  - 양재역 ↔ 양재시민의숲역: 매헌SS
  - 금천구청역 ↔ 광명역: 소하SP, 전차선 높이 변화로 고속기관차는 팬터그래프 위치 전환
  - 서울역 ↔ 신촌역: 서울SP
  - 왕십리역 ↔ 서울숲역: 왕십리SP
  - 용유차량기지역 ↔ 인천국제공항역: 용유SS
  - 신내역 ↔ 갈매역: 갈매SP
  - 마석역 ↔ 대성리역: 마석SS
  - 가평역 ↔ 굴봉산역: 가평SP
  - 김유정역 ↔ 남춘천역: 남춘천SS
  - 곤지암역 ↔ 신둔도예촌역: 곤지암SP
  - 수원역 ↔ 고색역: 고색SP
  - 사리역 ↔ 한대앞역: 한대앞SP
  - 소래포구역 ↔ 월곶역: 시흥SP
  - 신분당선 정자역 ↔ 수인·분당선 미금역 연결선
  - 공항철도 직결선 김포공항역 ↔ 경의선 수색역

- 동해선 광역전철
  - 망양역 ↔ 덕하역: 울산SS

- 수도권 전철 서해선
  - 신천역 ↔ 신현역: 신현SS

- 대경선 광역전철 
  - 경산역 ↔ 동대구역: 고모SS

### SSP(보조급전구분소)
SSP(보조급전구분소)는 급전구분 기능을 활성화시키면 해당 구간이 절연구간이 된다.
- 수도권 전철
  - 상록수역 ↔ 한대앞역: 한대SSP
  - 초지역 ↔ 안산역: 안산SSP
  - 도심역 ↔ 팔당역: 도심SSP
  - 녹양역 ↔ 덕정역: 덕정SSP
  - 광운대역 ↔ 월계역: 성북SSP
  - 인천역 ↔ 동인천역: 인천SSP
  - 소사역 ↔ 역곡역: 역곡SSP
  - 병점역 ↔ 세마역: 병점SSP
  - 오산역 ↔ 진위역: 진위SSP
  - 평택역 ↔ 성환역: 성환SSP
  - 직산역 ↔ 두정역: 직산SSP

### 일본
- 동일본 여객철도
  - 조반선(常磐線): 도리데역 - 후지시로역 (직류 1,500V ↔ 교류 20,000V 50Hz)
  - 미토선(水戸線): 오야마 역 - 오다바야시 역 (직류 1,500V ↔ 교류 20,000V 50Hz)
  - 우에쓰 본선(羽越本線): 무라카미 역 - 마지마역 (직류 1,500V ↔ 교류 20,000V 50Hz)
  - 도호쿠 본선(東北本線): 구로이소역 구내 (직류 1,500V ↔ 교류 20,000V 50Hz) 지상절환도 있음
  - 호쿠리쿠 신칸센(北陸新幹線): 가루이자와역 - 사쿠다이라역 (교류 25,000V 50Hz ↔ 교류 25,000V 60Hz))
  - 오우 본선(奧羽本線): 후쿠시마 역 - 사사키노역 (교류 25,000V 50Hz ↔ 교류 20,000V 50Hz) (신칸센·재래선 접속점)
  - 다자와코선(田沢湖線): 모리오카역 - 오카마역 (교류 25,000V 50Hz ↔ 교류 20,000V 50Hz) (신칸센·재래선 접속점)
- 서일본 여객철도
  - 호쿠리쿠 본선(北陸本線)
    - 가지야시키역 - 이토이가와역 (직류 1,500V ↔ 교류 20,000V 60Hz)
    - 쓰루가역 - 미나미이마조역 (직류 1,500V ↔ 교류 20,000V 60Hz)
    - 도야마역 구내 (교류 20,000V 60Hz ↔ 직류 1,500V)(도야마 지방 철도 도야마 지방 철도선과의 접속점)

  - 나나오 선(七尾線): 나카쓰바타역 - 쓰바타역 (직류 1,500V ↔ 교류 20,000V 60Hz)
- 규슈 여객철도
  - 산요 본선(山陽本線): 모지역 구내 (교류 20,000V 60Hz ↔ 직류 1,500V)
- 수도권 신도시 철도
  - 쓰쿠바 익스프레스 선: 모리야 역 - 미라이다이라 역 (직류 1,500V ↔ 교류 20,000V 50Hz)

## 사진

### 대한민국

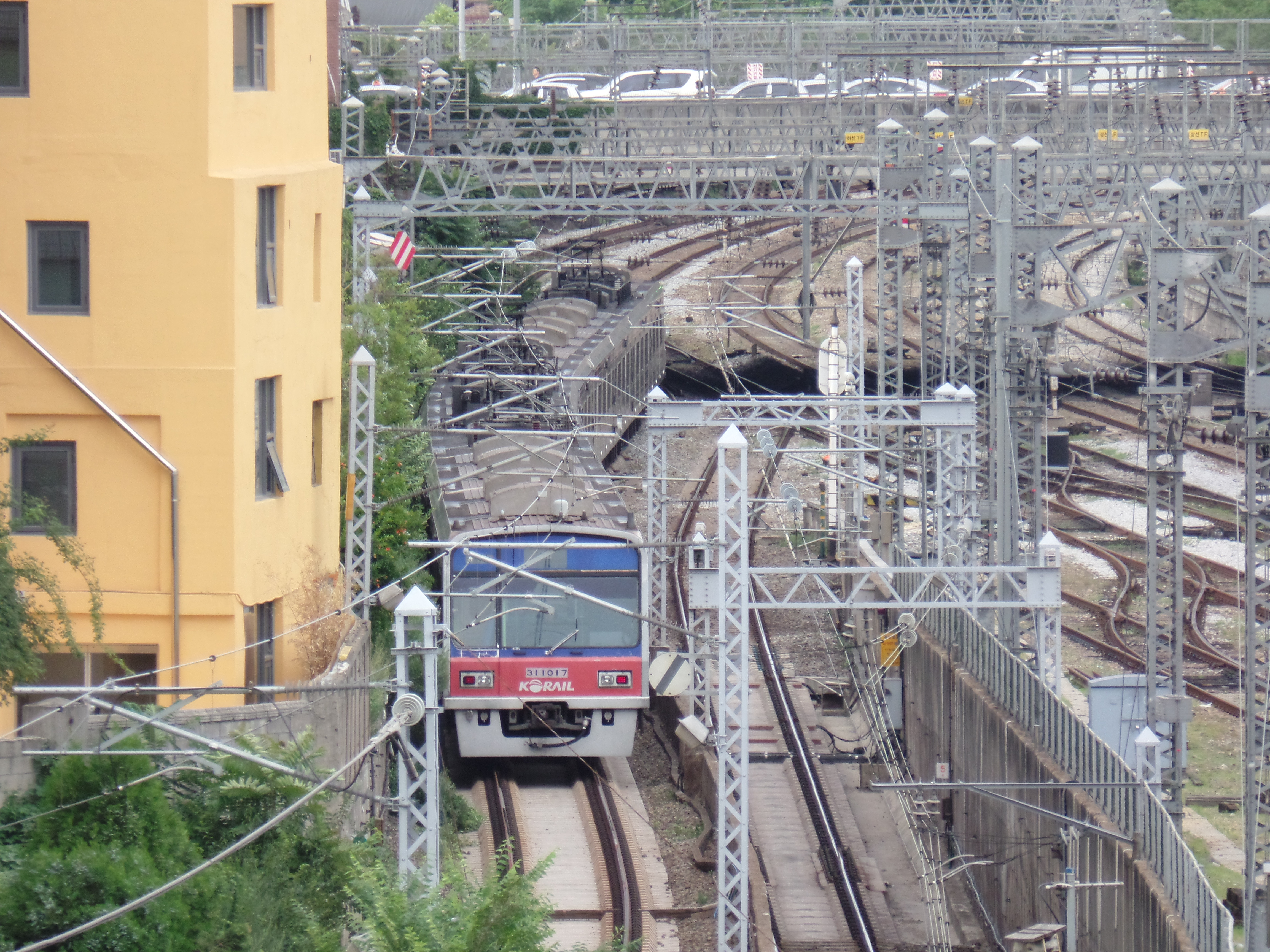
수도권 전철 1호선의 청량리 ↔ 회기 절연구간을 지나는 전동차(회기방향으로 가는 전동차)
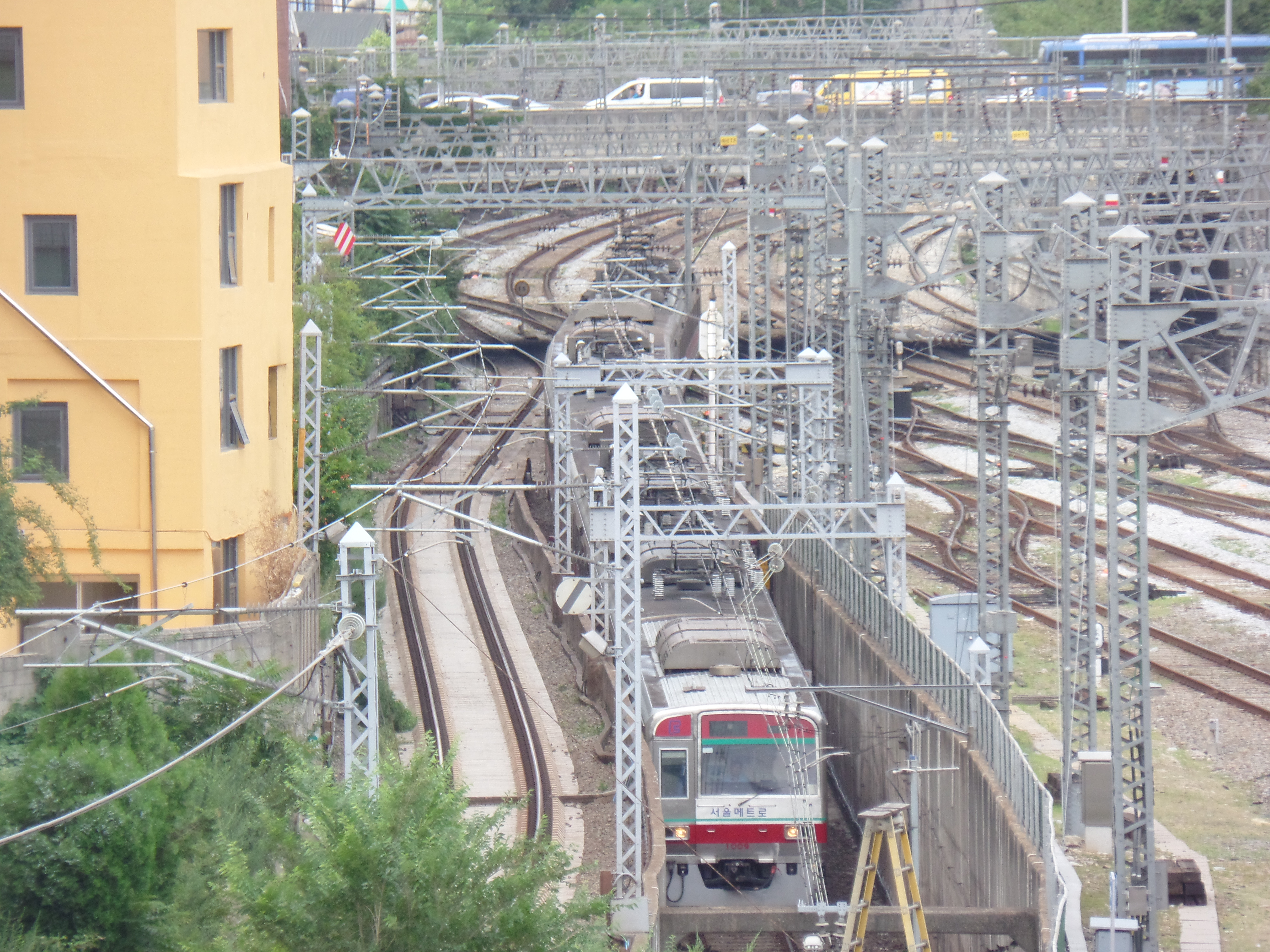
수도권 전철 1호선의 청량리 ↔ 회기 절연구간을 지나는 전동차(청량리방향으로 가는 전동차)
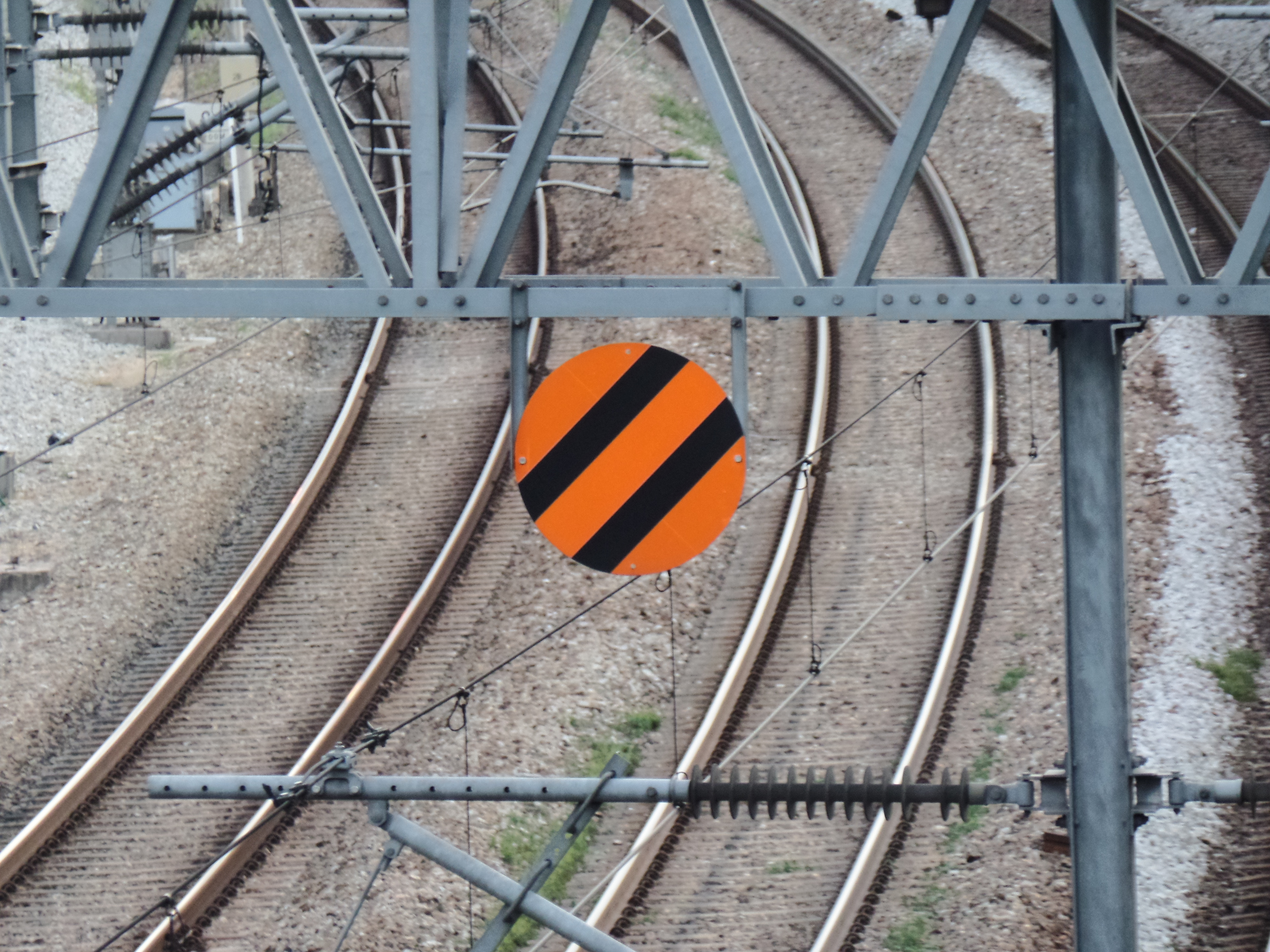
절연구간 예고표지
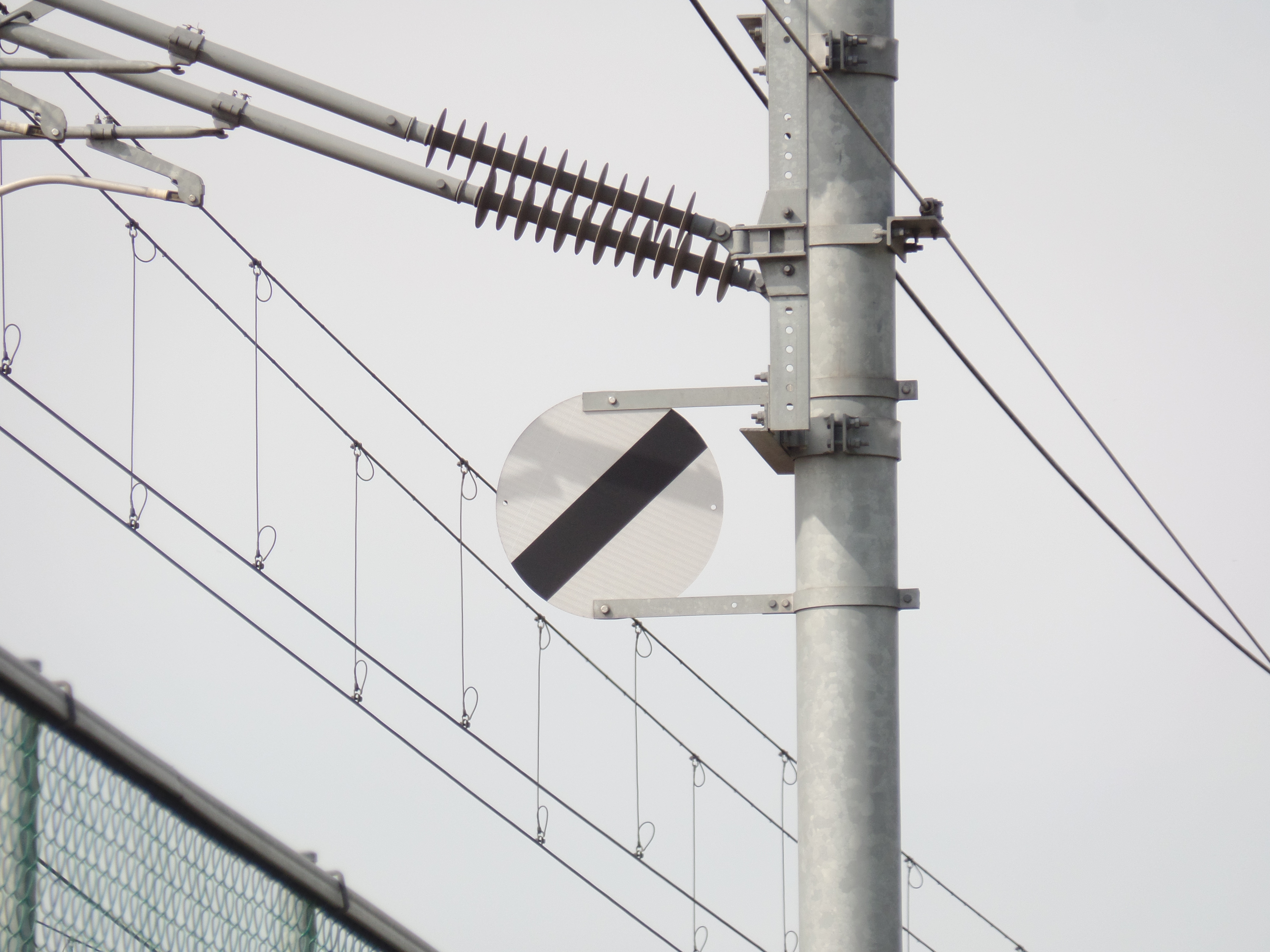
타행표지
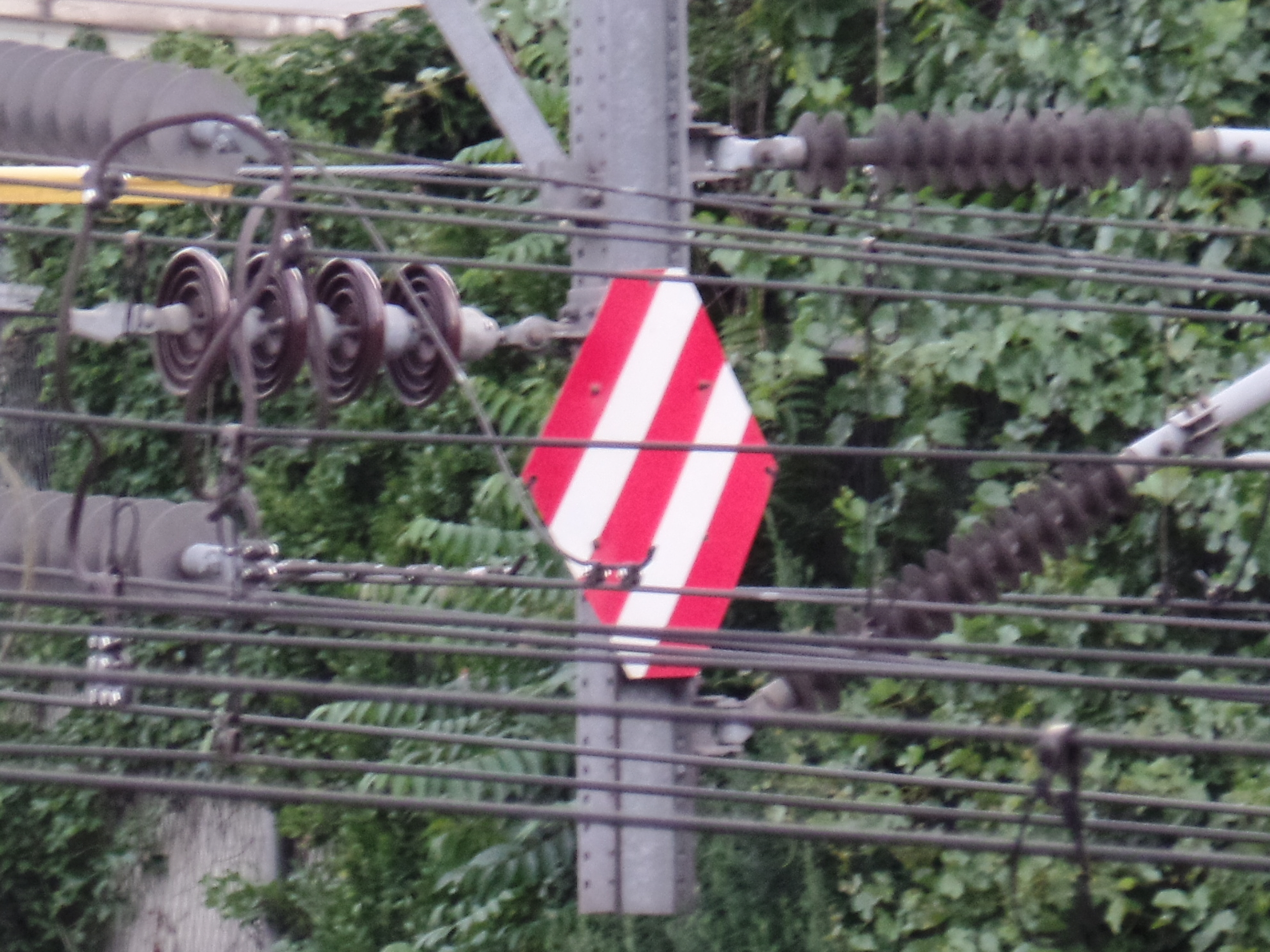
교-직 절연구간 표지
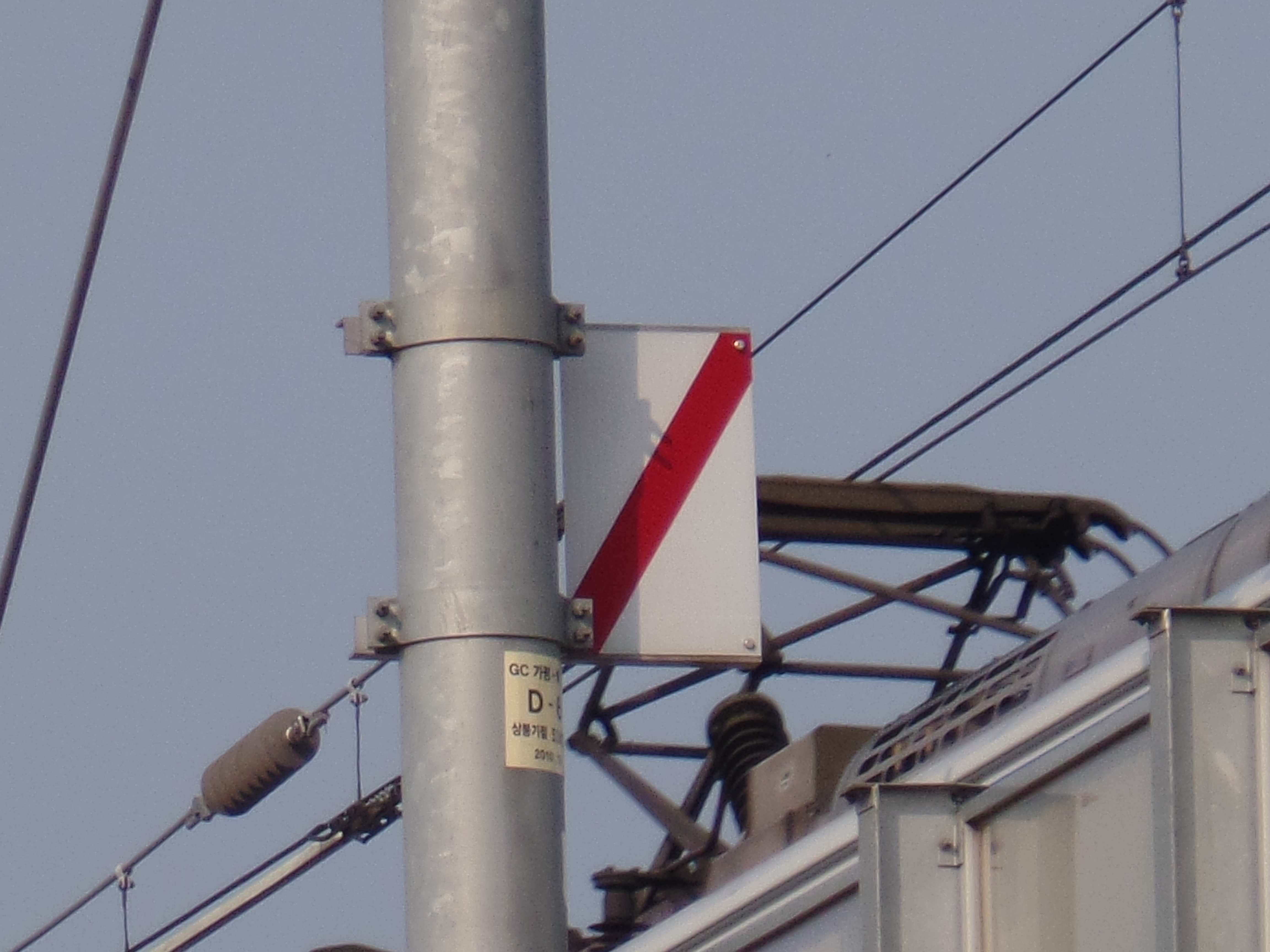
교-교 절연구간 표지
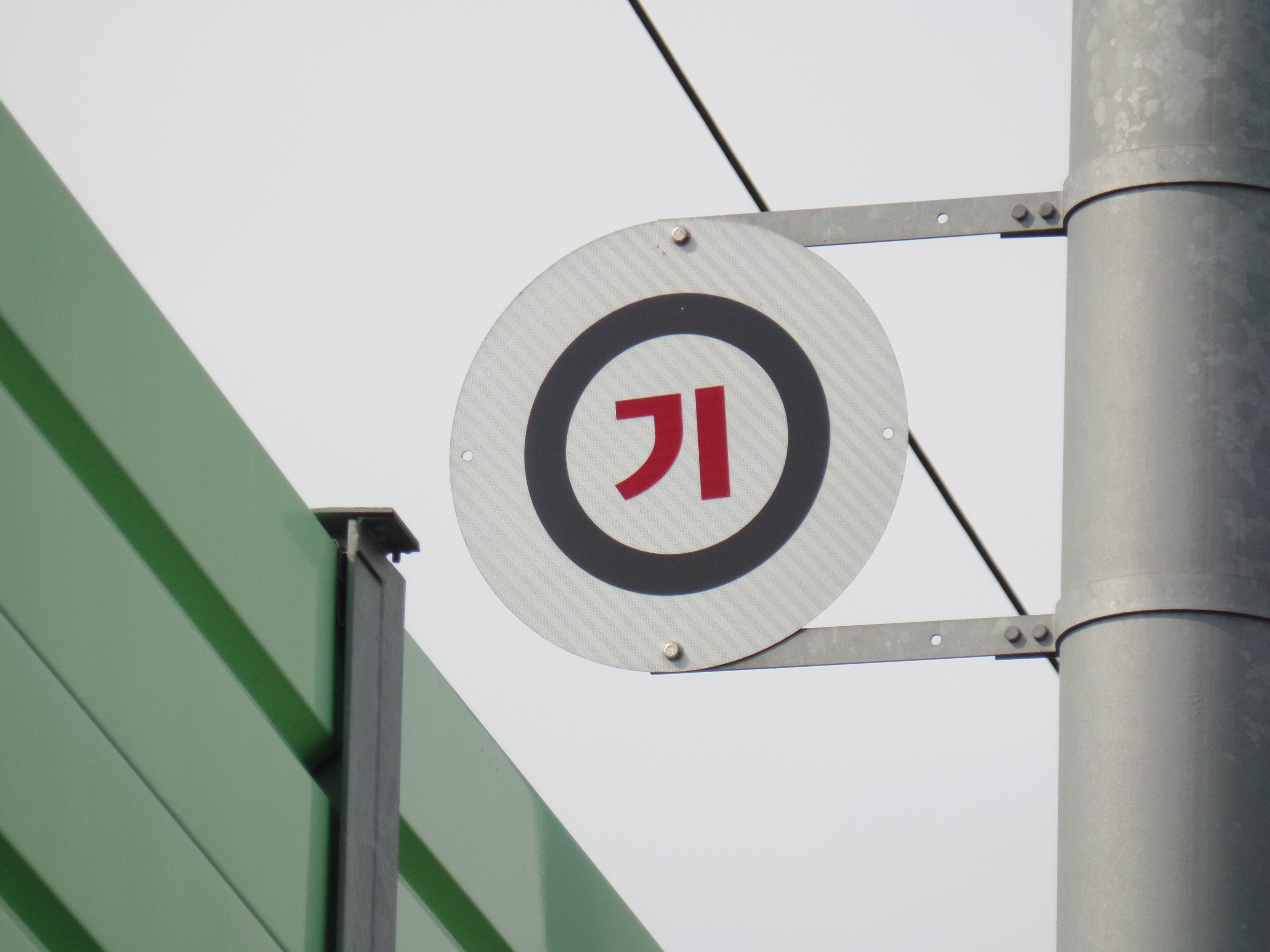
기관차용 역행표지(○)
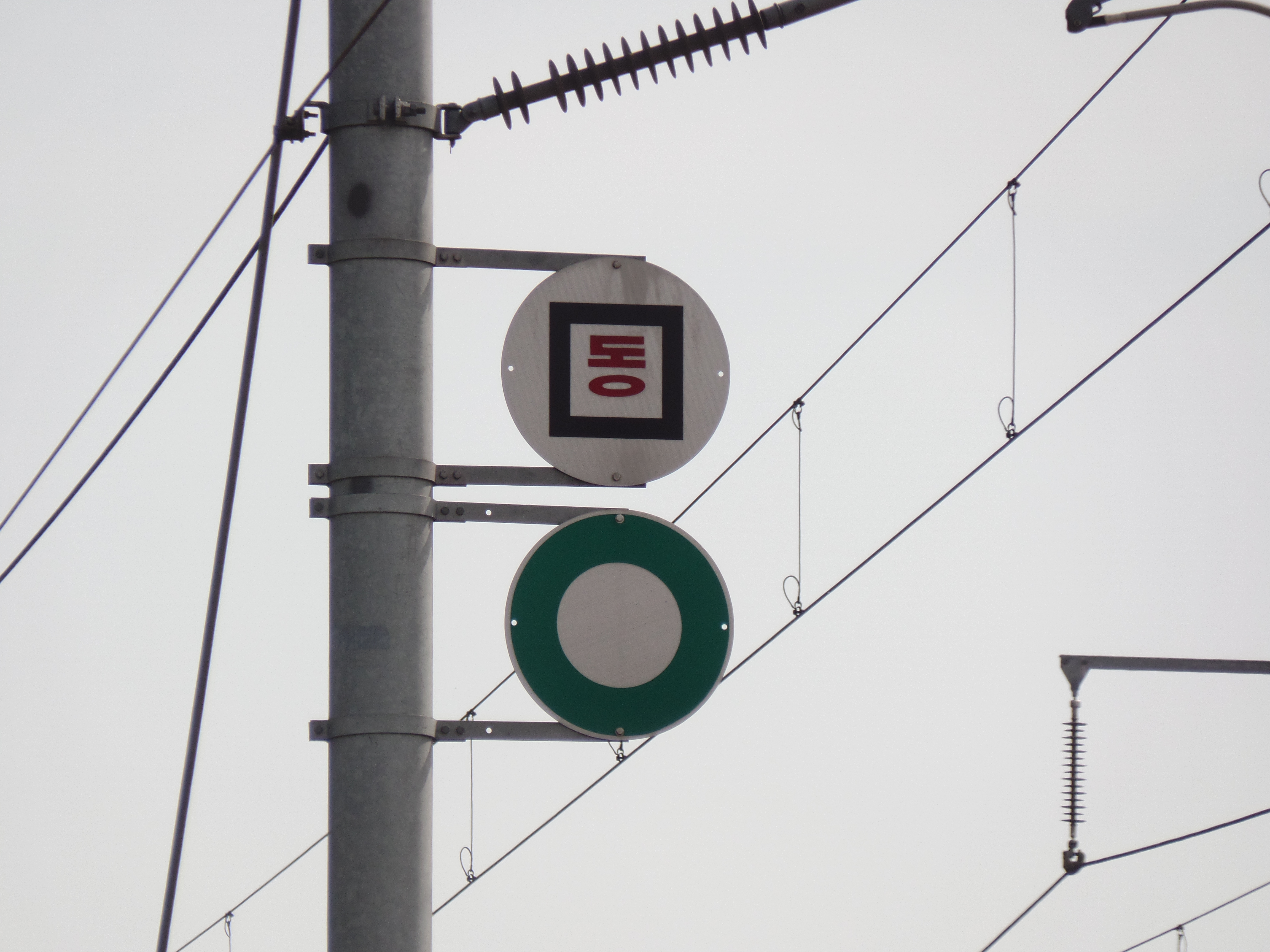
전동차용 역행표지(□) (하: 속도제한해제표지)

### 독일/오스트리아/스위스
독일에서는 절연구간 예고표지로 El 1v, 타행표지로 El 1, 역행표지로 El 2를 사용한다. 타행표지의 형태는 중간이 끊어진 U자형, 역행표지의 형태는 U자형이다. 독일과 오스트리아에서는 파란 배경에 흰색 표지를 사용하며, 스위스에서는 같은 U자형을 사용하나 노란색 배경에 검은색 표지를 사용한다.

절연구간 예고표지(El 1v, Ankündigung Hauptschalter aus)
타행표지(El 1, Hauptschalter aus)
역행표지(El 2, Hauptschalter ein)
스위스 절연구간 예고표지
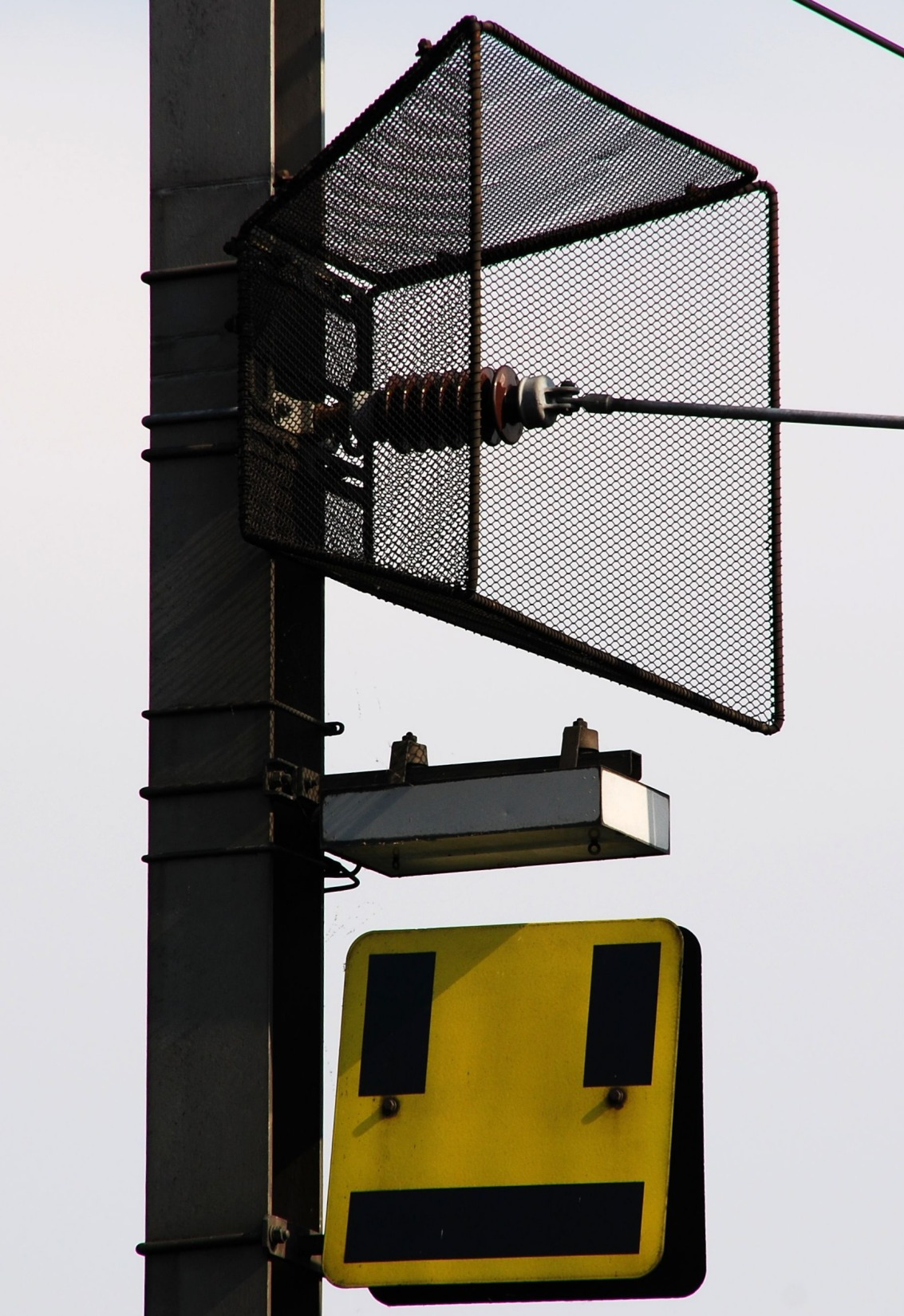
스위스 타행표지
스위스 역행표지
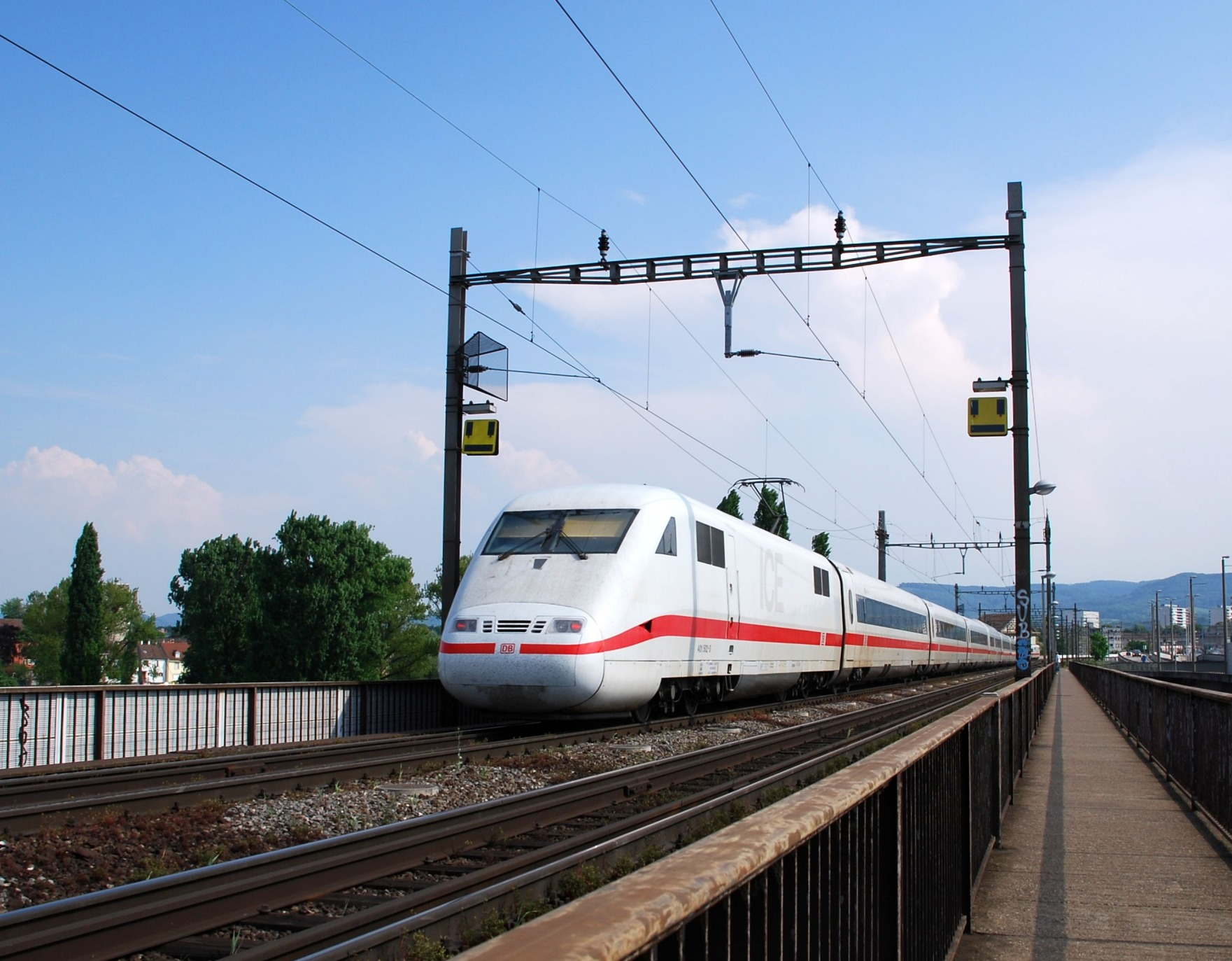
바젤 라인강철교의 절연 구간을 지나는 ICE 1. 스위스 기준 표지가 사용된다.
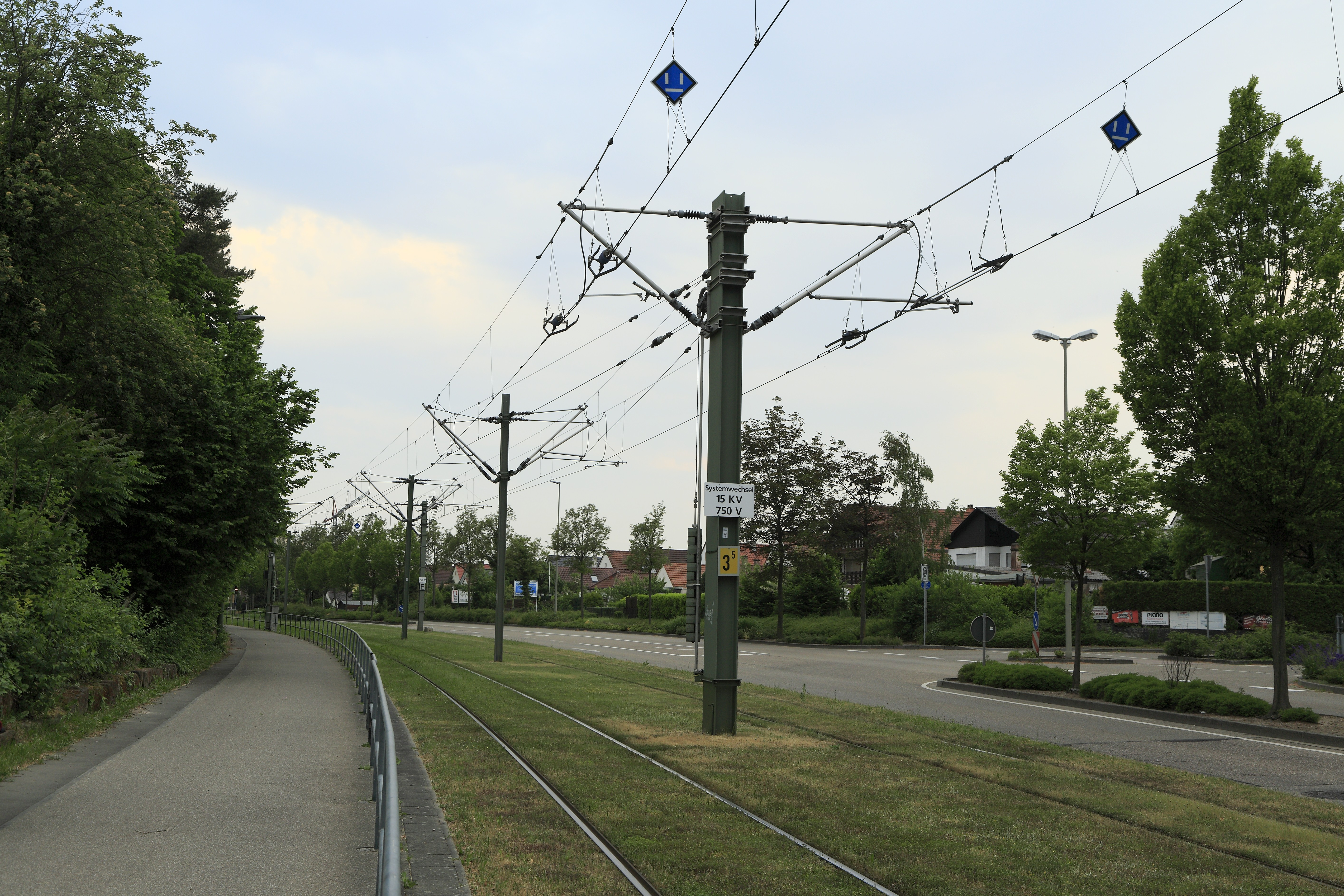
카를스루에 슈타트반의 교류 15 kV/직류 750 V 전환 지점에서의 타행표지
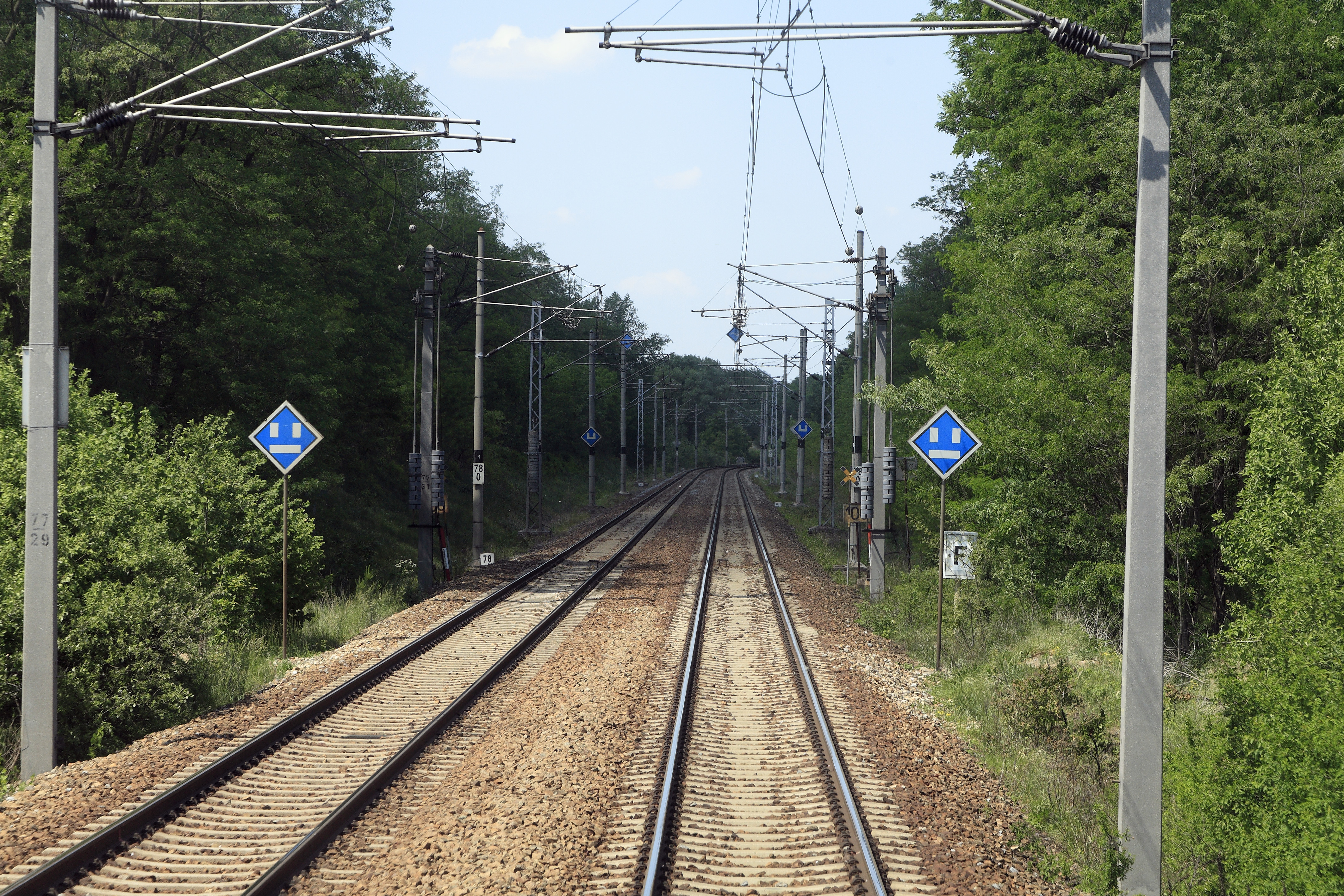
오스트리아-체코 국경의 교류 15 kV/교류 25 kV 전환 지점에서의 타행 및 역행표지